# Wilson Tergal
Wilson Ferreira, mais conhecido como Wilson Tergal, Ferreira ou Ferreirinha (Guararapes, 16 de dezembro de 1942 – Joinville, 16 de julho de 2024) foi um futebolista brasileiro que atuava como ponta-direita.
O apelido, "Tergal", foi dado por Mário Moraes, com base na propaganda veiculada à época do tecido "que não caia, não amarrotava e não jogava".

## Carreira
Iniciou a carreira no futebol aos 15 anos, em 1957, no infanto-juvenil do Paulista de Jundiaí, onde se profissionalizou em 1965.
Passou depois pela Portuguesa Santista, em 1966.
Chegou ao Santos em 1967, em uma negociação com o Paulista de Jundiaí que envolveu dinheiro e outros três jogadores em troca: Gilberto, Turcão e Ademir. No clube, ganhou o apelido de "Wilson Abraço", por festejar exageradamente os gols do ataque em que jogava. Atuou pelo clube entre 1967 e 1968, onde foi bi-campeão paulista.
Em 1969, teve seu passe negociado com o Ferroviário, do Paraná. Em 1971, passou a atuar pelo Colorado Esporte Clube, quando da fusão do Ferroviário com o Palestra e Britânia.
Em 1974, veio do Colorado para jogar no Caxias FC, de Joinville. Na cidade, deixou de ser "Ferreira" e passou a ser chamado de "Ferreirinha". Após a fusão do Caxias com o América, Ferreirinha continuou no Joinville EC. Estreou pelo clube no dia 4 de abril de 1976, na vitória sobre o Marcílio Dias por 1 a 0 no estádio Olímpico, válida pelo Campeonato Catarinense de 1976. O primeiro gol do atleta com a camisa tricolor aconteceu na quinta rodada do mesmo Catarinense, em um jogo contra a Chapecoense no Ernestão e naquele ano, o time conquistou o primeiro título do estadual. O ano de 1976 foi o último da carreira de Ferreirinha nos campos.
Após se aposentar, integrou a companhia joinvilense Tigre e dedicou-se ao samba.

### Títulos
Santos
- Campeonato Paulista: 1967[14] e 1968

Joinville
- Campeonato Catarinense: 1976

## Morte
Wilson faleceu em 16 de julho de 2024, em Joinville, no Norte de Santa Catarina, aos 81 anos.